# Новоселицька сільська рада (Попільнянський район)
Новоселицька сільська рада — колишня адміністративно-територіальна одиниця та орган місцевого самоврядування у Попільнянському районі Білоцерківської округи, Київської й Житомирської областей Української РСР та України з адміністративним центром у с. Новоселиця.

## Населені пункти
Сільській раді підпорядковані населені пункти:
- с. Новоселиця

## Населення
Відповідно до результатів перепису населення СРСР, кількість населення ради, станом на 12 січня 1989 року, становила 785 осіб.
Станом на 5 грудня 2001 року, відповідно до перепису населення України, кількість мешканців сільської ради становила 726 осіб.

## Склад ради
Рада складається з 14 депутатів та голови.

### Керівний склад сільської ради
| ПІБ                            | Основні відомості                                                 | Дата обрання | Дата звільнення |
| ------------------------------ | ----------------------------------------------------------------- | ------------ | --------------- |
| Барвіцький Микола Анатолійович | Сільський голова, 1953 року народження, освіта                    | 26.03.2006   | 31.10.2010      |
| Барвіцький Микола Анатолійович | Сільський голова, 1953 року народження, освіта вища, безпартійний | 31.10.2010   |                 |

Примітка: таблиця складена за даними джерела

## Історія
Створена 1923 року в складі с. Новоселиця та хутора Краснянка Романівської волості Сквирського повіту Київської губернії. 7 березня 1923 року включена до складу новоутвореного Попільнянського району Білоцерківської округи.
Станом на 1 вересня 1946 року сільська рада входила до складу Попільнянського району Житомирської області, на обліку в раді перебували с. Новоселиця та х. Краснянка.
29 червня 1960 року, відповідно до рішення Житомирського облвиконкому № 683 «Про об'єднання деяких населених пунктів в районах області», х. Краснянка приєднано до с. Новоселиця. 27 червня 1969 року взято на облік селище Степове.
На 1 січня 1972 року сільська рада входила до складу Попільнянського району Житомирської області, на обліку в раді перебували с. Новоселиця та с-ще Степове.
Виключена з облікових даних 29 грудня 2016 року через приєднання до складу новоствореної Попільнянської селищної територіальної громади Попільнянського району Житомирської області.